# La Granja d'Escarp
La Granja d'Escarp là một đô thị trong tỉnh Lleida, cộng đồng tự trị Cataluña Tây Ban Nha. Đô thị La Granja d'Escarp có diện tích là 38,67 ki-lô-mét vuông, dân số năm 2009 là 986 người với mật độ 25,5 người/km². Đô thị La Granja d'Escarp có cự ly km so với tỉnh lỵ Lleida.